# Lepidochrysops variabilis
Lepidochrysops variabilis is een vlinder uit de familie van de Lycaenidae. De wetenschappelijke naam van de soort is voor het eerst geldig gepubliceerd in 1965 door Cottrell.